# Czarny Grzbiet (Masyw Śnieżnika)
Czarny Grzbiet (dawniej niem. Schwarzer Kamm) – góra ze szczytem na wysokości 1087 m n.p.m. znajdująca się w Masywie Śnieżnika w Sudetach, na terenie Śnieżnickiego Parku Krajobrazowego.

## Geografia
Czarny Grzbiet jest słabo zaznaczonym szczytem, załamaniem krawędzi bocznego grzbietu odchodzącego od Śnieżnika w kierunku wschodnim. Wznosi się poniżej Czarciego Gonu, pomiędzy Lejem Wielkim na północy i Lejem Średnim na południu, ponad doliną rzeki Kamienicy u jej źródeł.

## Geologia
Zbudowany jest ze skał gnejsowych należących do metamorfiku Lądka i Śnieżnika.

## Roślinność
Porasta go dolnoreglowy las świerkowy, częściowo przerzedzony (skutek klęski ekologicznej w latach 80. XX w.).